# 印刷室座

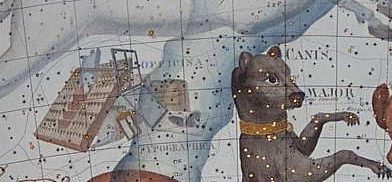
波德描述他短命的星座印刷室座。

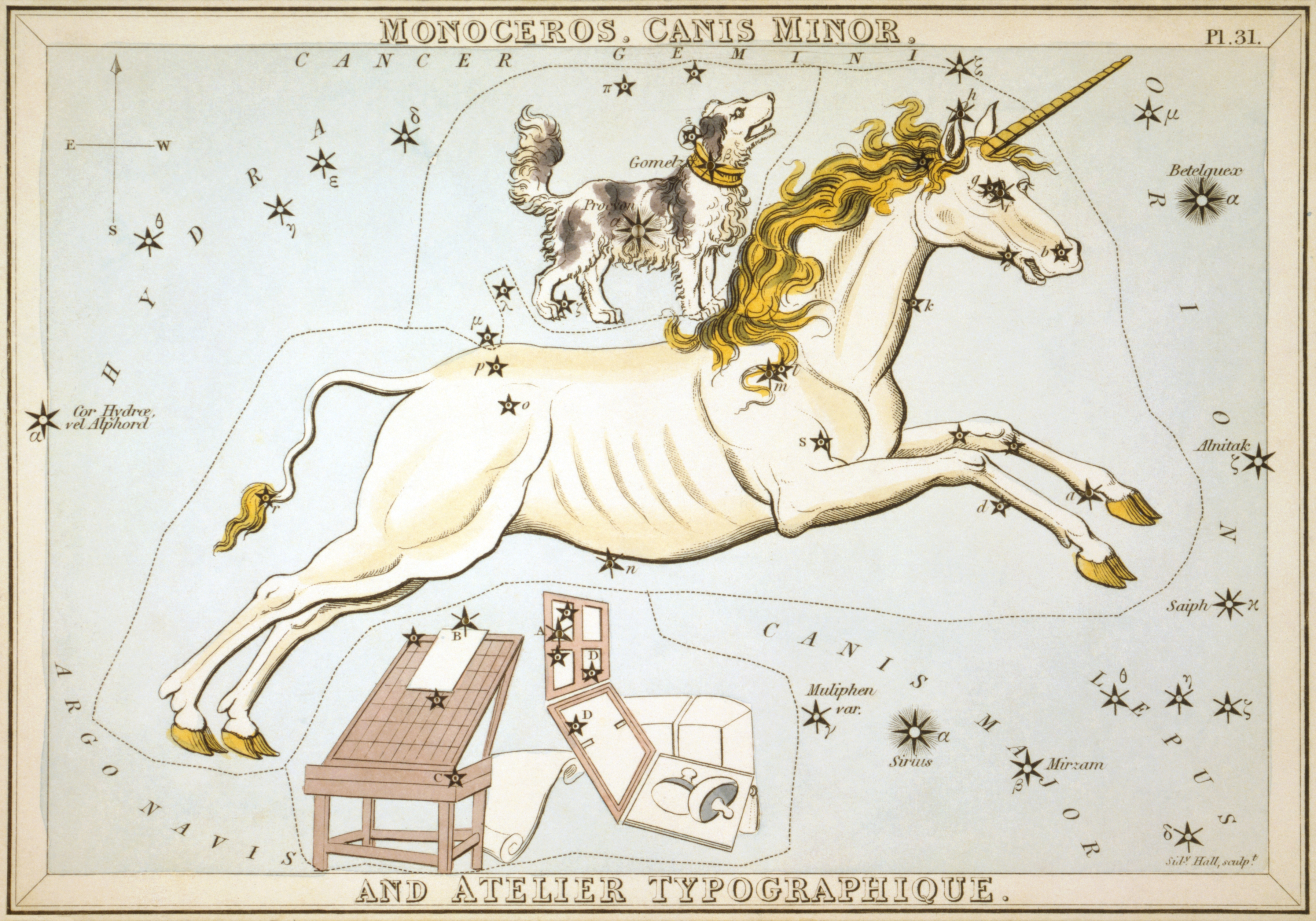
在繆斯女神的鏡子裡的"印刷室座"，與麒麟座和小犬座並列著。

印刷室座（拉丁文是Atelier Typographique）是位在天狼星東側的星座。它是約翰·波德在18世紀創造的，並收錄在他的星圖 Uranographia內。它至少還用在另一份星圖內，但很快就被淘汰了。

## 印刷體裁（Typography）
工作室（Officina）是襯線字體家族之一。

## 外部連結
- http://www.pa.msu.edu/people/horvatin/Astronomy_Facts/obsolete_pages/officina_typographica.htm （页面存档备份，存于）
- http://www.ianridpath.com/startales/officina.htm （页面存档备份，存于）